# Yasuomi Kugisaki
Yasuomi Kugisaki (釘﨑 康臣 Kugisaki Yasuomi?, nacido el 3 de mayo de 1982 en Miyazaki) es un exfutbolista japonés. Jugaba de defensa y su último club fue el Honda Lock de Japón.

## Trayectoria

### Clubes
| Club           | País  | Año         |
| -------------- | ----- | ----------- |
| Tokai FC Wings | Japón | 2004        |
| Avispa Fukuoka | Japón | 2005 - 2009 |
| Honda Lock     | Japón | 2010 - 2014 |